# Мартен, Филипп
Фили́пп Марте́н (фр. Philippe Martin; род. 22 ноября 1953 года) — французский политический и государственный деятель, министр экологии, устойчивого развития и энергетики (2013—2014 годы).

## Биография
Родился 22 ноября 1953 года в Ля Гаренн-Коломб (департамент О-де-Сен). Получил степень магистра юридических наук, начал карьеру с должности заместителя генерального секретаря мэрии Сюрена, в 1979—1981 годах был парламентским советником социалистической фракции Национального собрания, отвечая за проблемы окружающей среды. С 1981 по 1985 год работал в канцеляриях министров городского хозяйства Роже Кийо и Поля Киле, в 1985—1986 годах — в канцелярии министра обороны, а в 1988—1992 годах — в канцелярии министра бюджета Мишеля Шарасса.
В 1992—1994 годах являлся префектом департамента Жер, в 1994—1995 годах — префектом департамента Ланды. В 1997—1998 годах работал в аппарате председателя Национального собрания Франции Лорана Фабиуса.
В 1998 году избран депутатом генерального совета департамента Жер и его председателем.
В 2001 году избран в муниципальный совет Валанс-сюр-Баиз и занял должность заместителя мэра города.
В 2002 году избран депутатом Национального собрания от 1-го округа департамента Жер, в 2004—2005 годах входил в комиссию по проблемам испытаний и использования ГМО, в 2005—2007 годах работал в парламентской комиссии по вопросам социального сплочения.
13 июля 2013 года после отставки Дельфин Бато получил портфель министра экологии, устойчивого развития и энергетики Франции во втором кабинете Эро.
31 марта 2014 года сформировано первое правительство Мануэля Вальса, в котором Мартен не получил никакого назначения.
27 июня 2014 года вернулся на должность председателя генерального совета департамента Жер, которую оставил на время работы в правительстве. Заменявший его Жан-Пьер Пужоль ушёл в отставку, чтобы освободить ему место (после реформы 2015 года генеральный совет переименован в совет департамента).
1 июля 2021 года Мартен в пятый раз избран председателем совета департамента Жер. За него проголосовали 22 депутата, а за его соперницу Изабель Тинтане (Isabelle Tintané) — 12.
4 января 2022 года Мартен признан виновным в «растрате государственных средств» за фиктивный наём своей жены в качестве парламентского помощника и приговорён к двум годам тюремного заключения условно и к выплате 238 000 евро Национальному собранию, его супруга приговорена к шести месяцам условно за «соучастие и утаивание хищения государственных средств».